# Otomão ibne Mazum
Otomão ibne Mazum (em árabe: عثمان بن مظعون; romaniz.: Uthman ibn Maz'un) foi um dos companheiros (sahaba) de Maomé. Era casado com Caulá binte Aláqueme e primo de Umaia ibne Calafe. Ele liderou alguns muçulmanos à Abissínia (Império de Axum) devido à perseguição em Meca. Segundo um dos hádices, dedicou-se a uma vida monástica. Sua esposa pediu ajuda do profeta, que lembrou Otomão que o monasticismo não era parte dos preceitos do islamismo.